# Наратхиват (провинция)
Наратхиват (тайск. นราธิวาส) — одна из 77-и провинций Таиланда, южнейшая из провинций, имеющих выход к морю. Граничит с провинциями Яла и Паттани, а также с малайзийским штатом Келантан.
Административный центр провинции — город Наратхиват. Провинция разделена на 13 районов-ампхое. Вблизи города Наратхивата в 1975 году была построена королевская резиденция.
На гербе провинции изображена лодка с белым слоном на парусе. Символами провинции являются лангсат и Neobalanocarpus heimii.

## Население
Население — 668 863 человек (2010, 39-я из всех провинций), проживающих на территории 4 475,0 км² (49-я). Наратхиват — одна из четырёх провинций Таиланда, где преобладают мусульмане (82 %). Около 80 % родным языком считают Яви. Язык, культура и образ жизни схож с жителями Келантана.

## Административное деление

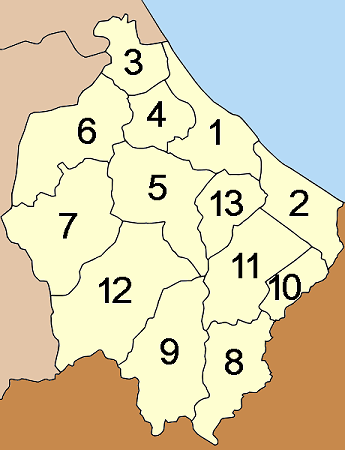
Округа (ампхе) провинции Наратхиват

Провинция делится на 13 районов (ампхе), которые в свою очередь, состоят из 77 подрайона (тамбон) и 551 поселений (мубан):
| 1. Mueang Narathiwat (Malay Menara) 2. Tak Bai (Malay: Taba) 3. Bacho (Malay: Bahcok) 4. Yi-ngo (Malay: Jeringo) 5. Ra-ngae (Malay: Legeh) 6. Rueso (Malay: Jaba) 7. Si Sakhon (Malay: Kula Kaway) | 1. Waeng (Malay: Raweang) 2. Sukhirin 3. Su-ngai Kolok (Malay: Sungai Golok) 4. Su-ngai Padi (Malay: Sungai Padi) 5. Chanae (Malay: Sene) 6. Cho-airong |